# Gullholmen (Norvège)
Pour les articles homonymes, voir Gullholmen.
Gullholmen est une île norvégienne du comté de Hordaland appartenant administrativement à Bømlo.

## Description
Rocheuse et désertique à l'exception d'une légère végétation, à fleur d'eau, elle s'étend sur environ 236 m de longueur pour une largeur approximative de 84 m. 